# Bohdan Butko
Bohdan Yevhenoych Butko (Donetsk, 13 de janeiro de 1991) é um futebolista profissional ucraniano que atua como defensor, atualmente defende o Shakhtar Donetsk.

## Carreira
Bohdan Butko fez parte do elenco da Seleção Ucraniana de Futebol da Eurocopa de 2016.